# Луково (община Враня)
Вижте пояснителната страница за други значения на Луково.
Луково (на сръбски: Луково или Lukovo) е село в Югоизточна Сърбия, Пчински окръг, Град Враня, община Враня.

## География
Селото е разположено в планински район, по склонове на Луковски рид и Барбаришински рид, от двете страни на Луковската река. По своя план е пръснат тип селище, съставено от махали и отделни къщи. Отстои на 16,7 км югоизточно от общинския и окръжен център Враня, на северозапад от село Барбарушинце и на 5 км източно от село Тибужде.

## История
Луково е едно от най-старите селища в района. В местността Старо селище при днешната Горна махала е съществувало село, което е унищожено от чума. След време в местността Село при Ярановската махала е основано днешното селище, което първоначално е купно село. Впоследствие част от жителите му се установяват в имотите си извън него и постепенно се оформят отделните махали.
Към 1903 г. селото е съставено от седем махали – Дърносое, Рошинска, Чукарска, Ярановска, Речанска (Поречанска), Горна и Зелена бара и има 100 къщи.
По време на Първата световна война селото е във военновременните граници на Царство България, като административно е част от Вранска околия на Врански окръг и е център на Луковската община.

## Население
Според преброяването на населението от 2011 г. селото има 125 жители.

### Етнически състав
Данните за етническия състав на населението са от преброяването през 2002 г.
- сърби – 199 жители (99,5%)
- неизяснени – 1 жител (0,5%)